# Shahrestān di Zabol
Lo shahrestān di Zabol (farsi شهرستان زابل) è uno dei 18 shahrestān del Sistan e Baluchistan, il capoluogo è Zabol. Lo shahrestān è suddiviso in 3 circoscrizioni (bakhsh): 
- Centrale (بخش مرکزی), con le città di Zabol e Bonjar.
- Posht Ab (بخش پشت‌آب), con la città di Adimi.
- Shib Ab (بخش شیب‌آب), con la città di Mohammadabad.

La circoscrizione di Mian Kanghi (بخش ميان‌کنگى), con capoluogo Dust Mohammad, è diventato shahrestān di Hirmand.